# Лав (астролошки знак)
Лав је пети по реду знак Зодијака. Спада у знакове позитивног поларитета. Његов елемент је ватра а по квалитету спада у фиксне знаке, уз Водолију, Шкорпиона и Бика. Планета која влада овим знаком је Сунце (да не буде забуне, зна се да је Сунце звезда, али ово је устаљен жаргон). Такође, лав се сматра природним владаром пете астролошке куће.
У Лаву ниједна планета није егзалтирана; планета која је у изгону у овом знаку је Сатурн.